# پاناسونیک (برند)
پاناسونیک (انگلیسی: Panasonic) شرکت الکترونیک ژاپنی است، که در سال ۱۹۵۵ توسط شرکت ماتسوشیتا تأسیس شد و هم‌اکنون زیرمجموعه‌ای از شرکت پاناسونیک فعالیت می‌کند.